# Highbridge
Highbridge är en ort i civil parish The Charltons, i enhetskommunen Somerset, Storbritannien. Den ligger i grevskapet Somerset och riksdelen England, i den södra delen av landet, 200 km väster om huvudstaden London. Highbridge ligger 7 meter över havet och antalet invånare är 4 606. Highbridge var en civil parish 1894–1896 när blev den en del av Highbridge North, Burnham Without och Burnham.
Terrängen runt Highbridge är mycket platt. Havet är nära Highbridge åt nordväst. Runt Highbridge är det ganska tätbefolkat, med 179 invånare per kvadratkilometer. Närmaste större samhälle är Weston-super-Mare, 14,4 km norr om Highbridge. Trakten runt Highbridge består i huvudsak av gräsmarker.